# 2MASS J15500845+1455180
2MASS J15500845+1455180 ist ein etwa 70 Lichtjahre von der Erde entfernter Brauner Zwerg im Sternbild Schlange. Er wurde 2007 von Kelle L. Cruz et al. entdeckt.
Er gehört der Spektralklasse L2 an. Seine Position verschiebt sich aufgrund seiner Eigenbewegung jährlich um 0,16504 Bogensekunden.